# دهستان ازغند
دهستان ازغند دهستانی از توابع بخش شادمهر شهرستان مه‌ولات در استان خراسان رضوی ایران است و براساس سرشماری سال ۱۳۹۵ جمعیت آن ۷٬۵۷۸ نفر (۲٬۴۹۸ خانوار) بوده‌است. کدخدا:امیرحسین نظامدوست چناری